# 第128独立領土防衛旅団 (ウクライナ陸軍)
第128独立領土防衛旅団（だい128どくりつりょうどぼうえいりょだん、ウクライナ語: 128-ма окрема бригада територіальної оборони）は、ウクライナ陸軍の旅団。東部作戦管区隷下。

## 概要

### ロシアのウクライナ侵攻

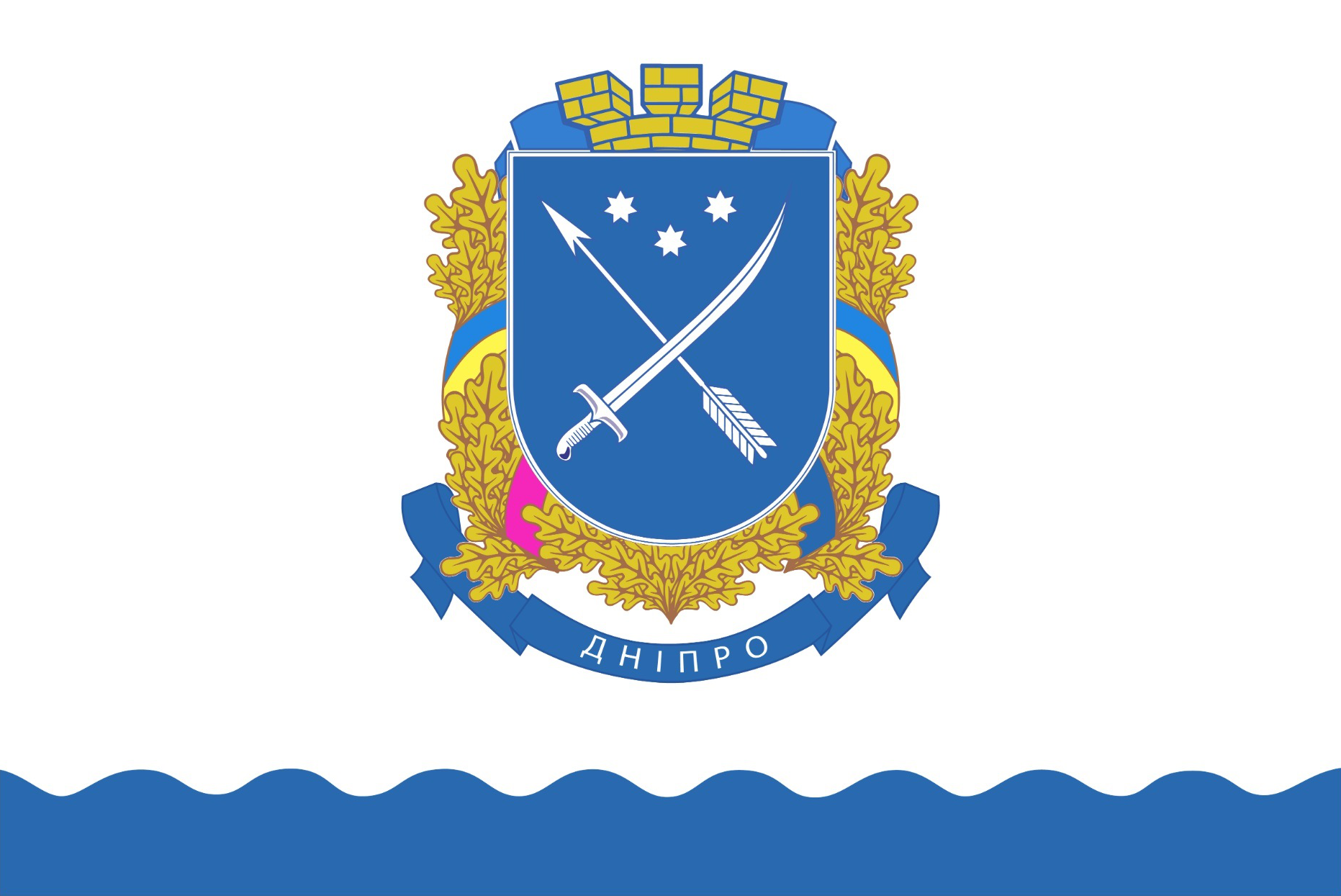
ドニプロ市旗

2022年2月26日、ロシアのウクライナ侵攻の影響に伴い、ウクライナ領土防衛隊の動員が開始され、ドニプロペトロウシク州ドニプロで創設された。

#### 東部・バフムート戦線
2022年7月、激戦地の東部ドネツィク州バフムート地区に配備され、第118独立領土防衛旅団と共にバフムート北のシヴェルシク方面を防御した。

#### 東部・南ドネツク戦線

第128旅団旗

2022年11月、東部ドネツィク州ヴォルノヴァーハ地区に再配置され、ヴェリカ・ノヴォシルカ方面に展開した。

#### 東部・スヴァトヴェ-クレミンナ戦線
2023年5月、第233独立領土防衛大隊が東部ルハーンシク州スヴァトヴェ地区に再配置され、クプヤンシク方面を防御した。
2024年2月、ウクライナ陸軍に編入し、東部作戦管区隷下に配属された。
2024年12月5日、名誉称号「ワイルド・フィールド」を授与された。

## 編制
- 旅団司令部（ドニプロ）
- 第230独立領土防衛大隊
- 第231独立領土防衛大隊
- 第232独立領土防衛大隊
- 第233独立領土防衛大隊
- 第234独立領土防衛大隊

- 火力支援中隊
- 迫撃砲中隊
- 対破壊工作中隊
- 戦闘・後方支援隊
- 衛生隊